# 比莱 (敖德萨州)
比莱（羅馬化：Bile）是烏克蘭黑海島嶼蛇岛上唯一的鎮，由敖德萨州伊兹梅爾區維爾科韋市鎮管轄。

## 歷史
在2007年，烏克蘭在蛇岛上建立第一個定居點，当时乌克兰与罗马尼亚就该岛周围的领海（包括蛇島）一直存在領土争端。此舉遭到了罗马尼亚的譴責，並表示烏克蘭不能在蛇島上建立任何定居点。最後，经过国际法院的调解，该争端于2009年结束，该法院裁定罗马尼亚将获得有争议海域中的80%。
在2020烏克蘭行政區劃改革前，比萊原属基利亞區管轄。基利亞區于同年7月被撤銷，而比萊就隨著該區一同并入伊兹梅爾區。
比莱只有几栋房屋，全為乌克兰士兵的住宿；以及一座纪念在1905年日俄战争中阵亡的25名俄罗斯水手的纪念碑，以及一块献给罗马帝國士兵和基督教圣人圣乔治的标志。

### 2022年俄羅斯入侵烏克蘭
2022年2月24日，俄罗斯全面入侵乌克兰，蛇岛遭到俄羅斯黑海艦隊的袭击，村里几乎所有的基础设施都被摧毁。此外，保卫该岛的13名乌克兰边防军全數被俄罗斯军队俘虏。
2022年6月30日，俄罗斯军队在乌克兰的猛烈轰炸后撤出蛇岛。烏克蘭武裝部隊士兵登陸該島嶼，並在村莊升起國旗。

## 外部鏈接
- 维基共享资源上的相關多媒體資源：Bile, Odesa Oblast